# み号剤
み号剤とは大日本帝国陸軍が第二次世界大戦中に開発した夜間視力増進用の錠剤である。夜間防空用として昭和20年4月に開発された。
開発は陸軍第七技術研究所、製造は陸軍衛生材料廠が行った。この錠剤は肝油由来のビタミンAとビタミンDにグルクロン酸、レシチンを加え、糖衣を被せている。錠剤はキャップのついた扁平なガラス瓶容器などに収容される。用法は1日3回、食後に3錠を服用する。戦闘の1日前から服用を始め、2日間服用を続け、2日間服用を休止する。服用後7時間で効果が出始める。最大効果が表れるのは17時間後である。日本陸軍の研究では、服用すると1.44倍の効果を挙げたと主張している。主に航空部隊の搭乗員、防空要員、沿岸の見張り員、斬り込み隊が服用した。
戦後の米軍の調査に回答する文書では以下のように仕様がまとめられている。み号剤1個の原材料は
- 5万国際単位の肝油、重量0.070g（3500単位）
- クルクロン末、重量0.007g
- レシチン、0.00035g以上

右を具備すべき条件とし、これに賦形剤として
- 硬化蝋、約0.02g
- 大豆粉、適宜
- グリセリン、適宜
- 薄荷油、0.00007g

これらを追加して直径約7mmの丸子とし、さらに第二リン酸石灰0.010gを下掛けとする。この上に糖衣をつける。糖衣の厚さは2.0mm。完成品の外観は色が淡黄色、直径11mmの丸剤である。